# Mentés másként
A Mentés másként (eredeti cím: Saving Me) egy 2022-ben bemutatott amerikai-kanadai animációs sci-fi szituációs komédia, amelyet Aaron Johnston készített. A történet egy jövőbeli milliárdosról szól, aki visszautazik az időben, hogy jobb útra térítse a fiatalabb énjét. A karakterek hangjait többek közt Ivan Sherry, Adam Sanders, Jonathan Tan, Amariah Faulkner és Ana Sani adta. A sorozat montréali székhelyű Sphere Animation gyártotta, akik korábban többek közt az Arthur című rajzfilmsorozat utolsó hat évadán és a Netflixre készült Kulipari című rajzfilmsorozaton dolgoztak.
A sorozatot az Amerikai Egyesült Államokban a BYUtv televízióadó mutatta be 2022. október 1-jén, majd ugyanezen a napon a teljes első évad elérhetővé vált a csatorna hivatalos oldalán, míg Kanadában a Family Channel kezdte adni 2023. március 15-től. Magyarországon az M2 tűzte műsorra 2025. március 11-én.

## Cselekmény
A sorozat főszereplője Bennett Bramble, egy 61 éves feltaláló a jövőben, aki a torontoi Star City él. A mogorva milliárdos egyedül él elég rossz hírneve miatt, egyedüli társa a robot asszisztense, Edee 34. Mivel a jövőben hiába próbálkozik változtatni az életén, így Bennett épít egy időgépet, amivel visszautazik ötven évet, hogy szembetalálkozzon a 11 éves önmagával. Az idősebb Bennett igyekszik tanítani a fiatalabb önmagát, hogy jobb döntéseket hozzon, azonban ez nem megy könnyen neki, ez pedig többször is bizarr és képtelen helyzeteket eredményez.

## Szereplők
| Színész          | Szerep                 | Magyar hang | Leírás |
| ---------------- | ---------------------- | ----------- | --- |
| Ivan Sherry      | Idős Bennett Bramble   |             | A sorozat főszereplője. Egy morcos milliárdos, akit a jövőben mindenki megvet, ezért visszautazott az időben, hogy jóságra nevelje fiatal énjét. Ez nehezen megy neki, mivel már régóta nem próbált ő maga jó lenni. |
| Adam Sanders     | Fiatal Bennett Bramble |             | Bennett fiatalabb énje, aki jövőbeli énjével szemben sokkal kedvesebb és intelligensebb. |
| Dan Chameroy     | Mark Bramble           |             | Bennett édesapja. |
| Ana Sani         | Carla Bramble          |             | Bennett édesanyja. |
| Jonathan Tan     | Liam Bramble           |             | Bennett bátyja, aki mindig egy eszközt hord a mellkasán. |
| Amariah Faulkner | Sophie Bramble         |             | Bennett kishúga. |
| Cory Doran       | Edee 34                |             | Bennett régi robotasszisztense és egyetlen jövőbeli barátja, aki a múltban a Bramble család háztartási robotjaként funkcionál.                                                                                       |
| Jamie Watson     | Crumb parancsnok       |             | Bennett szüleinek főnöke egy titkosügynököket foglalkoztató állomáson. |
| Stacey DePass    | Penelope Snodgrass     |             | A fiatal Bennett barátja és korábbi iskolai riválisa, egyben Bennett szerelme. |
| Jeffrey Knight   | Flip Nealy             |             | A helyi hírolvasó. |

## Gyártása
A sorozat készítését 2021 januárjában kezdte meg Aaron Johnston, akihez később csatlakozott zeneszerzőként Daniel Scott. A BYUtv 2022. augusztusában jelentte be, hogy zöld utat adtak egy 10 részes évad legyártásához, aminek premierjét 2022. októberére tervezték be. A teljes évad végül 2022. október 1-jén került fel a csatorna hivatalos honlapjára, a byutv.orgra, míg a televízióadón Az Utolsó Napi Szentek Jézus Krisztus Egyházának októberi ülései közt vetítették le a sorozat első két részét. Ezután hétfő esténként adták a Studio C című szkeccssorozat részei után, október 27-én pedig kiderült, hogy a WildBrain nevű kanadai cég fogja a sorozat nemzetközi forgalmazását végezni.
A sorozat második évada 2023. március 5-én került fel a byutv.orgra, majd másnap kezdte el a csatorna is adni. 2024. június 17-én az Animation Magazine jelentette be, hogy a BYUtv berendelte a Mentés másként harmadik és negyedik évadát is, amik az előzőekhez hasonlóan 10-10 részesek lesznek, és amik a tervek szerint 2026. júniusában kerülhetnek műsorra.

## Epizódok
| Évad | Évad | Részek száma | Részek száma | Eredeti sugárzás | Eredeti sugárzás  | Eredeti adó | Magyar sugárzás   | Magyar sugárzás   | Magyar adó |
| Évad | Évad | Részek száma | Részek száma | Évadbemutató     | Évadzáró          | Eredeti adó | Évadbemutató      | Évadzáró          | Magyar adó |
| ---- | ---- | ------------ | ------------ | ---------------- | ----------------- | ----------- | ----------------- | ----------------- | ---------- |
|      | 1.   | 10           | 10           | 2022. október 1. | 2022. december 5. | BYUtv       | 2025. március 11. | 2025. március 22. | M2         |
|      | 2.   | 10           | 10           | 2023. március 6. | 2023. április 3.  | BYUtv       | 2025. március 25. | 2025. április 4.  | M2         |

### 1. évad (2022)
| Sor. | Év. | Cím                                                           | Rendező     | Író            | Premier                                                                   |
| ---- | --- | ------------------------------------------------------------- | ----------- | -------------- | ------------------------------------------------------------------------- |
| 1.   | 1.  | Hű, ő mega szuper Sophie! (Super Mega Sophie Kapow!)          | Greg Bailey | Aaron Johnston | 2022. október 1. 2025. március 11.                                        |
| 2.   | 2.  | Tűnj el Rén nindzsa (Moose Ninja Vanish!)                     | Greg Bailey | Aaron Johnston | 2022. október 1. 2025. március 12.                                        |
| 3.   | 3.  | Az ember legjobb barátja ellenség (Man's Best Friend's Enemy) | Greg Bailey | Aaron Johnston | 2022. október 1. (byutv.org) 2022. október 17. (BYUtv) 2025. március 13.  |
| 4.   | 4.  | Hómageddon (Snowmageddon)                                     | Greg Bailey |                | 2022. október 1. (byutv.org) 2022. október 24. (BYUtv) 2025. március 14.  |
| 5.   | 5.  | Sampon kamu (The Shampoo Sham)                                | Greg Bailey | Dave Dias      | 2022. október 1. (byutv.org) 2022. október 31. (BYUtv) 2025. március 11.  |
| 6.   | 6.  | A tudós szakkör (Engineer Club)                               | Greg Bailey | Paul Stoica    | 2022. október 1. (byutv.org) 2022. november 7. (BYUtv) 2025. március 18.  |
| 7.   | 7.  | A cipő teszi az embert (The Shoes Make the Man)               | Greg Bailey | Miles Smith    | 2022. október 1. (byutv.org) 2022. november 14. (BYUtv) 2025. március 19. |
| 8.   | 8.  | Agytúra (Mind Trip)                                           | Greg Bailey | Sam Ruano      | 2022. október 1. (byutv.org) 2022. november 21. (BYUtv) 2025. március 20. |
| 9.   | 9.  | Zseni a melóban (Genius At Work)                              | Greg Bailey | Dave Dias      | 2022. október 1. (byutv.org) 2022. november 28. (BYUtv) 2025. március 21. |
| 10.  | 10. | Okkal lázadó (Rebel with a Cause)                             | Greg Bailey | Aaron Johnston | 2022. október 1. (byutv.org) 2022. december 5. (BYUtv) 2025. március 22.  |

### 2. évad (2023)
| Sor. | Év. | Cím                                               | Rendező     | Író            | Premier                                                                  |
| ---- | --- | ------------------------------------------------- | ----------- | -------------- | ------------------------------------------------------------------------ |
| 11.  | 1.  | Szobafogság (Grounded)                            | Greg Bailey | Miles Smith    | 2023. március 5. (byutv.org) 2023. március 6. (BYUtv) 2025. március 25.  |
| 12.  | 2.  | Düh félrekezelés (Anger Mismanagement)            | Greg Bailey | Amanda Joy     | 2023. március 5. (byutv.org) 2023. március 6. (BYUtv) 2025. március 26.  |
| 13.  | 3.  | The Candidate                                     | Greg Bailey | Ian MacIntyre  | 2023. március 5. (byutv.org) 2023. március 13. (BYUtv)                   |
| 14.  | 4.  | Halzilla (Fishzilla)                              | Greg Bailey | Miles Smith    | 2023. március 5. (byutv.org) 2023. március 13. (BYUtv) 2025. március 27. |
| 15.  | 5.  | Szobafogság (Clash of the Horns)                  | Greg Bailey | Dave Dias      | 2023. március 5. (byutv.org) 2023. március 20. (BYUtv) 2025. március 28. |
| 16.  | 6.  | Érzelemátvitel (The Emplifier)                    | Greg Bailey | Ian MacIntyre  | 2023. március 5. (byutv.org) 2023. március 20. (BYUtv) 2025. március 31. |
| 17.  | 7.  | Kütyütilalom (Disabler Enabler)                   | Greg Bailey | Miles Smith    | 2023. március 5. (byutv.org) 2023. március 27. (BYUtv) 2025. április 1.  |
| 18.  | 8.  | Borzalmas pénzgyűjtés (The Not-So Fun Fundraiser) | Greg Bailey | Ian MacIntyre  | 2023. március 5. (byutv.org) 2023. március 27. (BYUtv) 2025. április 2.  |
| 19.  | 9.  | Zsémbes Bennett (Bennett The Grouch)              | Greg Bailey | Miles Smith    | 2023. március 5. (byutv.org) 2023. április 3. (BYUtv) 2025. április 3.   |
| 20.  | 10. | A széf (The Vault)                                | Greg Bailey | Aaron Johnston | 2023. március 5. (byutv.org) 2023. április 3. (BYUtv) 2025. április 4.   |

## Fordítás
Ez a szócikk részben vagy egészben  a   Saving Me (TV series) című angol Wikipédia-szócikk fordításán alapul.  Az eredeti cikk szerkesztőit annak laptörténete sorolja fel. Ez a jelzés csupán a megfogalmazás eredetét és a szerzői jogokat jelzi, nem szolgál a cikkben szereplő információk forrásmegjelöléseként.